# Krvavi Božić
Krvavi Božić (tal. Natale di sangue), tzv. Pet riječkih dana (tal. Cinque giornate di Fiume), naziv je rata za Rijeku koji je trajao od 24. do 29. prosinca 1920. godine.  

## Povijest
Na Božić 1920. godine Sušak i Rijeka bili su poprište žestokih obračuna nagovijestivši kraj vladavine Gabriela D'Annunzija, koji je 12. rujna 1919. prevratom zauzeo grad. Krvavi Božić 1920. godine obilježio je sušačku i riječku povijest jer je nakon petodnevne bitke i razaranja D'Annunzio poražen, te je morao iseliti iz Guvernerove palače. Strana dominacija hrvatskim krajevima time nije okončana. Prema odredbama Rapallskog ugovora, sklopljenog 12. studenoga 1920. između tadašnjih kraljevina Italije i Kraljevine Srba, Hrvata i Slovenaca, Rijeka je postala tampon država između Kraljevina Italije i Jugoslavije. 
Rapallski ugovor imao je za Hrvate katastrofalne posljedice. Kralj Aleksandar Karađorđević prepustio je, prema tom ugovoru, Italiji, svojoj saveznici iz Prvoga svjetskog rata, ogromne hrvatske teritorije na istočnoj obali Jadrana, među inima Istru, Rijeku, Zadar i neke otoke.
Dobit osigurana Rapallskim ugovorom tadašnjoj Italiji bila je tolika da je Rim bez krzmanja odlučio ukloniti D'Annunzija. U pet dana Krvavog Božića 1920. Rijeka je razarana, a njezin zapovjednik poražen i ponižen usprkos tomu što je proglasio ratno stanje i pozvao Riječane na otpor. Od 24. do 29. prosinca 1920. godine poginulo je na strani regularnih talijanskih snaga 25 vojnika te dva civila dok su na strani legionara ubijena 22 ardita i pet civila. Srušeno je pet mostova, dva vijadukta i na stotine kuća. Grad je 25. prosinca bombardiran s bojnog broda Andrea Doria, a nakon što je pogođena Guvernerova palača i pritom D'Annunzio lakše ranjen, otpor je pratički slomljen. D'Annunzio odlazi iz grada 18. siječnja 1921. godine. Nije, međutim, potpuno otišao u zaborav jer i danas mnogi hodočaste u Vittoriale, veliki kompleks sazdan od uspomena na riječku avanturu što ga je D'Annunzio dao urediti na jezeru Garda povukavši se iz Rijeke.

## Zakulisne igre oko Rijeke
Razvoj Rijeke bio je do početka Prvoga svjetskog rata vezan za Peštu. Mnogi su Riječani početkom 20. stoljeća svoju nacionalnu svijest izjednačavali s talijanskom, premda je riječki Corpus separatum bio formalno pod ugarskom vlašću, a narodnosno značajnim dijelom hrvatski. Ipak se u Rijeci tada službeno govorilo mađarski i talijanski, a hrvatskim su se služile samo “mlekarice”, lučki i građevinski radnici. 
U Rijeci je tako 1910. godine bilo četrnaest pučkih škola od kojih su dvije mađarske, a ostale talijanske. Hrvatskih škola nije bilo, iako je više od petnaest tisuća Riječana bilo hrvatske nacionalnosti. Od sedam srednjih škola samo jedna je bila talijanska dok se u preostalih šest predavalo na mađarskom jeziku. Pred hrvatske žitelje Rijeke, nacionalno obespravljene, postavljen je "jednostavan" izbor asimiliranja u mađarsku ili talijansku zajednicu. U protivnom bilo im je onemogućeno društveno napredovanje.
Hrvati su predstavljali većinu riječkoga gradskog stanovništva, a manjinom su postali prvenstveno stoga što je Rijeka bila odvojena od Sušaka. Godine 1851. cjelokupno stanovništvo Rijeke, ili gotovo 12.600 osoba, služilo se hrvatskim kao materinskim jezikom. Prema popisu stanovništva iz 1910. od pedeset tisuća stanovnika grada skoro dvadeset i četiri tisuće bili su Talijani, petnaest tisuća Hrvati, a ostali su bili pripadnici drugih nacionalnosti. Hrvati bi, međutim, bili većinsko stanovništvo da je Sušak smatran dijelom Rijeke. (Sušak i Kostrena s desetak tisuća stanovnika nalazili su se isto pod saveznom upravom. Op. ur.)
Talijanski žitelji Rijeke, kako bi osnažili nacionalno jedinstvo, osnivaju literarne kružoke, kazališne grupe i čitaonice te sve više razmišljaju o pripojenju Rijeke Italiji. U aktivnosti se uključio i Gabriele D'Annunzio koji je 1907. godine došao u Rijeku promovirati svoje djelo La Nave. Politički djeluju kroz iredentističku orgnizaciju Giovine Fiume, osnovanu 1905. godine kao odgovor na Riječku rezoluciju i ostale aktivnosti riječkih i sušačkih Hrvata.
U takvim okolnostima stvoren je i Hrvatski katolički pokret, čiji je začetnik bio krčki biskup Anton Mahnič (1850. – 1920.), rodom Slovenac. Žarište pokreta bilo je u riječkom kapucinskom samostanu, kojim je tada upravljao Bernardin Nikola Škrivanić (1855. – 1932.), iz Omiša. On je u samostanskom krugu utemeljio tiskaru i s Milanom Pavelićem (1879. – 1939.) pokrenuo Riječke novine (1912. – 1914.), prvi hrvatski katolički dnevni list pod velikim vjerskim i konzervativnim utjecajem. Oko tih novina, kojima su ton davali dr. Rudolf Eckert (1889. – 1915.) i Petar Rogulja (1888. – 1920.) katolički je pokret u Hrvatskoj istaknuo politički program prema kojem je bilo nužno jedinstvo Slovenaca, Hrvata i Srba, ali je ujedinjenje trebalo biti u okviru Austro-Ugarske Monarhije. Vodstvo Hrvatskog katoličkog pokreta zatražilo je i od pape Benedikta XV. (1914. – 1922.) da zagovara pravedne zahtjeve hrvatskoga naroda na budućoj mirovnoj konferenciji poslije završetka rata. 
Ostane li Monarhija, pisalo je u spomenici papi s kojom su se u Rijeci suglasili, među ostalima i don Frane Bulić, dr. Matko Laginja, dr. Janez Evangelist Krek i drugi ugledni hrvatski i slovenski katolički intelektualci, iredentistički Hrvati tražit će svoju vladu u Zagrebu, neovisno o Beču i Pešti, a ako Austro-Ugarska propadne, Hrvati i Slovenci imat će slobodan izbor. Spomenicu, koju je potpisao biskup Mahnič, predali su papi Jozo Milošević, provincijal creskih konventualaca, i riječki kapucin Bernardin Škrivanić. Tada je papa, prema tvrdnji svećenika i pisca Frana Biničkog, kazao poklisarima kako je Rusija izdala Hrvate, pristavši na uvjete tajnog Londonskog ugovora (1915.) prema kojem je Italija, mijenjajući ratne partnere i priključivši se silama Antante, trabala dobiti kao nagradu Istru, Zadar i hrvatske otoke, ali ne i Rijeku. Fra Jozo je o uvjetima Londonskog pakta upoznao dr. Antu Trumbića. 
Nakon što je 26. travnja 1915. rimska vlada, mijenjajući ratne partnere, napustila Trojni sporazum ugovoren s Austro-Ugarskom i Njemačkom, te se priključila silama Antante - Velikoj Britaniji, Francuskoj i Rusiji - tadašnji talijanski ministar inozemnih poslova Giorgio Sidney Sonnino (1847. – 1922.) tražio je jamstva za granice na istočnoj obali Jadrana, koje će njegovoj zemlji omogućiti daljnje teritorijalne prodore. Londonskim ugovorom, na temelju kojega je Italija ušla u Prvi svjetski rat, obećani su joj značajni dijelovi teritorija Goriške, Trsta, Istre, kvarnerskih otoka i dijela dalmatinskog kopna s otocima, ali ne i Rijeka. Međutim, u talijanskoj je javnosti bio stvoren osjećaj kako se, prema odredbama Londonskog ugovora, nadmetanje ne vodi samo za Istru, nego i za Rijeku, kojoj nije bio definiran status.

## Otkriće tajnog Londonskog ugovora
Otkriće tajnog Londonskog ugovora pripisuje se isključivo Franu Supilu, koji je za nj saznao u ruskom Petrogradu gdje je lobirao za hrvatske interese. Taj je dični Dubrovčanin, pokretač Novoga lista (1900. godine), bio nesmiljeni oponenent Bernardina Škrivanića i njegovih tiražnih katoličkih Riječkih novina. Iako su Škrivanić i Supilo jednako brižno skrbili za budućnost svoga naroda, živeći u istome gradu, nisu se slagali.
Nekadašnjoj jugoslavenskoj historiografiji Supilo je bio prihvatljiviji svjedok zakulisnih igara oko naših krajeva nego što su to mogli biti pristalice katoličkog pokreta koji su djelovali iz riječkog kapucinskog samostana na Žabici. Frano Supilo je bio ogorčen nakon što je u travnju 1916. godine predsjednik srpske vlade Nikola Pašić (1845. – 1926.) ustvrdio kako nema nikakva ozbiljna nesporazuma među Srbijom i Italijom. Pašić se, naime, nije protivio tomu da Italija zauzme hrvatsku istočnu obalu, ali do rta Pločice (Planke) na srednjem Jadranu kod Rogoznice, dok je preostali dio trebao pripasti Srbiji koja je tražila ekonomski izlaz na moru. Jednako tako, srpska vlada je svojim ratnim saveznicima predala memorandum u kojem se tražilo da se Srbiji pripadnu svi ti dijelovi dokle ima srpskih manastira. Frano Supilo se usprotivio, ne pristavši da se Hrvatska trga kao prosjačka kabanica i da se skreše na nekoliko kajkavskih županija. Zbivanja u Domovinskom ratu i pokušaj srpskih (para)vojnih snaga da zauzmu dijelove hrvatskog prostora rukovođeni su i tim Pašićevim naumom.
Hrvatski političari okupljeni oko Jugoslavenskog odbora potpisali su 20. srpnja 1917. godine sa srbijanskom vladom, i Nikolom Pašićem, Krfsku deklaraciju o zajedničkoj državi Srba, Hrvata i Slovenaca, pod žezlom dinastije Karađorđevića. Deklaraciju je pozdravio i sam Supilo.
Postojala su, međutim, i drukčija razmišljanja. Nakon što je u studenome 1916. umro car i kralj Franjo Josip I., koji se na prijestolju nalazio još od 1848., hrvatski političari su tražili što veću samostalnost za Hrvatsku, razjedinjenu u državno-pravnom pogledu. U Carevinskom vijeću u Beču narodni zastupnici jugoslavenskog kruga iznijeli su program Svibanjske deklaracije (1917). U njoj se, na temelju narodnog načela i hrvatskog državnog prava, zahtijevalo ujedinjenje svih zemalja u Monarhiji, u kojima žive Slovenci, Hrvati i Srbi, u jedno samostalno, od svakoga gospodstva tuđih naroda slobodno i na demokratskoj podlozi osnovano državno tijelo, pod žezlom habsburško-lorenske dinastije.
Međutim, kada je postalo izvjesno da Monarhija nestaje, riječki Hrvati i Talijani nastojali su ostvariti svoje interese osnivajući svoja zasebna narodna vijeća. Hrvati su osnovali Narodno vijeće Sušaka i Rijeke, a riječki Talijani utemeljuju Consiglio Nazionale (Talijansko nacionalno vijeće), na čijem je čelu bio dr. Antonio Grossich (1849. – 1926.). Postojala je i autonomistička struja, koja se zalagala da nekadašnji Corpus separatum, uključujući Deltu i luku Baroš, ostane zasebna geopolitička cjelina izvan talijanskih ili hrvatskih granica.
Skori konac nekada moćne Crno-žute monarhije zaoštrio je političke prilike u gradu. Kroničari bilježe kako je 23. listopada 1918. došlo do pobune hrvatskog pješadijskog puka, jelačićevaca, protiv mađarske pogranične policije, a šest dana kasnije Sabor raskida državno-pravne sveze s Austro-Ugarskom. Pobuna 79. hrvatskog pješadijskog puka označila je praktično kraj vladavine dvojne monarhije, a neposredan povod pobuni bila je narodna trobojnica što su je hrvatski vojnici donijeli sa Sušaka i razvili je u vojarni na Školjiću, koja se nalazila u zgradi današnjeg Narodnog sveučilišta.

## Talijanska okupacija Rijeke i Sušaka
Pobunu jelačićevaca talijanski žitelji pratili su sa zebnjom, a kada je 29. listopada iz Zagreba, glavnoga grada Države Slovenaca, Hrvata i Srba, stigla naredba Hrvatskom Narodnom vijeću da preuzme vlast u gradu, što su riječki Hrvati proslavljali pjevajući Lijepu našu i zahtijevajući pred Guvernerovom palačom uspostavu vlasti, vođe talijanske narodne zajednice, tražile su od svojih sunarodnjaka da po svaku cijenu obrane talijanstvo grada. Posljednje su minute vladavine zadnjeg mađarskog guvernera baruna Zoltana Jekelfalússyia otkucavale nakon četiri sata poslijepodneva 29. listopada 1918. kada ključeve Guvernerove palače preuzima dr. Rikard Lenac (1869. – 1943.). Time se situacija u Rijeci počinje komplicirati.
Novostvorena Država Slovenaca, Hrvata i Srba, utemeljena 29. listopada 1918. u Zagrebu, nije imala stvarne moći da obrani hrvatsku vladavinu u Rijeci. Stoga dolazi do hrvatsko-talijanskih sukoba, a kako bi se oni spriječili 3. studenoga utemeljeno je Međusavezničko zapovjedništvo. Regularna talijanska vojska bila je također u sastavu međunarodnih snaga, što će se pokazati presudnim za daljnju sudbinu grada. Kako novostvorena Država SHS nije imala vojsku, pozvane su kao podrška hrvatskom življu na obalama Kvarnera srpske vojne snage, ali njihova će prisutnost biti nedjelotvorna i kratkotrajna te neće spriječiti ulazak talijanske vojnika na područje Rijeke i Sušaka. 
Upavši u Guvernerovu palaču s vojnicima general Di San Marzano je 16. studenoga 1918. istjerao dr. Rikarda Lenca iz njegova kabineta, a navečer toga dana talijanska vojska zauzima Rijeku i okupira Sušak do mosta sv. Ane na Podvežici. Pod njihovom su okupacijom Martinšćica, Kostrena sv. Lucija te dio škrljevskog i grobničkog područja.
Budući duce Italije, Benito Mussolini, također dolazi u Rijeku 20. prosinca 1918. i u teatru Verdi držao govor. Edoardo Susmel, član Talijanskog nacionalnog vijeća, u svojoj knjizi La Marcia di Ronchi (Pohod iz Ronchija) navodi kako je tada Mussolini govorio o Rijeci kao oduvijek talijanskome gradu. Mjesec dana nakon toga postao je u Italiji poznat jer je u Milanu, predvodeći naoružane grupe, razbio miting koji su organizirale pristalice prijedloga da se promijene uvjeti mirovnog ugovora te da se Alto Adige i Dalmacija zamijene za Rijeku. Gabriele d’Annunzio je bio protiv takvih prijedloga, jer je za Italiju tražio i Rijeku i Dalmaciju. Musolini je dodatno raspirio strasti talijanskih nacionalista prilikom osnivanja Fasci di Combattimento 23. ožujka 1919. godine.

## Wilson protiv priključenja Rijeke Italiji
Pariška mirovna konferencija počela je s radom 12. siječnja 1919. godine. Američki predsjednik Woodrow Wilson zalagao se za kompromisno rješenje, koje je kasnije poslužilo kao okosnica za utvrđivanje crte razgraničenja. Italiji su trebali pripasti Trst i zapadna obala Istre s Pulom, a Kraljevini Srba, Hrvata i Slovenaca, državi koja je nastala sjedinjenjem Države Slovenaca, Hrvata i Srba s Kraljevinom Srbijom pod žezlom Karađorđevića, područje od istarske rijeke Raše do juga Dalmacije s otocima. Wilson je zastupao gledište prema kojem je Rijeka kao luka potrebna širem zaleđu, te ne bi bilo opravdano dodijeliti je Italiji. Prema svom položaju, smatrao je američki predsjednik, Rijeka nije talijanska luka već međunarodna, te služi zemljama istočno i sjeverno od Kvarnerskog zaljeva.
Riječko pitanje postalo je značajno tek u veljači 1919. godine kada je talijanska strana zatražila od Mirovne konferencije ne samo teritorije obuhvaćene tajnim Londonskim paktom, nego i pripojenje Rijeke Italiji. Ante Trumbić (1864. – 1938.), predsjednik Jugoslavenskog odbora, osnovanog 1915. godine u Parizu od austrougarskh emigranata koji su se zalagali za ujedinjenje južnih Slavena, suprotstavio se tomu. Američki predsjednik Wilson također je mislio kako Rijeka treba ostati izvan talijanskih granica. Takav Wilsonov stav izazvao je političku buru na Apeninskom poluotoku, ali i među talijanskim žiteljima Rijeke. Antonio Grossich predao je 26. travnja 1919. generalu Emiliju Grazioliju odluku o sjedinjenju Rijeke s Italijom, čime je pozvan da u ime Italije preuzme vlast, ali on tada još nije pristao na formalnu aneksiju riječkog područja. Među ratnim saveznicima nastao je zbog Rijeke ozbiljan spor, a u gradu je ključalo jer je u proljeće 1919. ovdje bilo stacionirano gotovo 20 tisuća talijanskih ljudi pod oružjem te nekoliko bataljuna britanskih, francuskih i američkih vojnika.
Bile su osnovane i paravojne jedinice takozvane Riječke legije pod zapovjedništvom Giovannija (Nina) Hosta Venturija (1880. – 1945.), budućeg Mussolinijevog ministra. U lipnju 1919. godine legionari su izazvali krvave sukobe s francuskim vojnicima u luci Baroš. Pod međunarodnim pritiskom, Talijansko nacionalno vijeće je raspušteno, a pripadnici Riječke legije protjerani iz grada. Kasniji događaji, povezani s D’Annunzijevim zauzimanjem Rijeke u rujnu 1919. godine, pokazat će da je legija pretrpjela udarac, ali da nije bila uništena.
Sukobi na gradskim ulicama i nedjelotvorni pregovarači na Mirovnoj konfereciji u Parizu nisu pogodovali mirnom rješenju riječke krize. Istovremeno je na Apeninskom poluotoku bilo sve više nezadovoljnika. Velik broj nezbrinutih ratnih veterana i uništeno gospodarstvo postali su za vladu u Rimu gotovo nepremostive prepreke.
Kako nam se to čini poznatim: veterani su se našli u najtežoj gospodarskoj situaciji, jer su bili bez sredstava i zaposlenja, a njihov je gnjev dodatno bio pojačan spoznajom da su mnogi koji su izmakli vojnoj službi i ostali kod kuće, postali pritom ratni profiteri zgrnuvši bogatstvo.
U talijanskoj je vojsci u ljeto 1919. godine pod oružjem bilo još uvijek više od 1,5 milijuna ljudi. Nešto više od polovice bilo je pod vrhovnim zapovjedništvom, a ostali su raspoređeni u zone ratne opasnosti jer je postojala opasnost od ponovnog izbijanja neprijateljstava nakon što se talijanska delegacija privremeno povukla s mirovnih pregovora u Parizu. I bojazan od mogućih postupaka veterana bio je sve više prisutan na Apeninima ljetnih mjeseci 1919. godine. Najviše straha izazivali su arditi (smjeli) ili udarni jurišni odredi. Ne bez razloga. Rimska policija je 6. srpnja 1919. uhitila grupu urotnika jer su planirali osvojiti vlast, a uskoro je otkrivena još jedna grupa urotnika koja je nastojala pridobiti vojsku na svoju stranu. Nagađa se da je u nekim urotničkim zamislima sudjelovao i Gabriele D’Annunzio.

## D’Annunzio osvaja Rijeku
Njegovo osvajanje Rijeke 12. rujna 1919. bilo je gotovo logičan nastavak zbivanja. Okupacija je trajala do 18. siječnja 1921. godine, a u međunarodnoj povijesti ostat će zabilježena i stoga što se upravo u Rijeci, prvi put u svijetu, uzbiljio fašistički poredak. Sukladno tomu, D’Annunzio je bio prvi fašistički vladar u povijesti.
Zamisao o pohodu na Rijeku, za njezino “oslobađanje”, mogla se javiti u proljeće 1919. godine kada je Venecijom na putu za Libiju prošla arditska divizija u kojoj je pod zapovjedništvom generala Ottavija Zoppija služio i riječki satnik Nino Host-Venturi. General Zoppi sudjelovao je i u urotničkim planovima koji su pod D’Annunzijevim vodstvom predviđali stvaranje Republike triju Venecija u čijem sastavu su trebali biti pored Mletaka još Rijeka i Split. U zavjeri sudjelovao je i tršćanski industrijalac Oscar Sinigaglia, koji će biti glavni financijer D’Annunzijeve riječke avanture.
Razvoj događaja na Mirovnoj konferenciji u Parizu urotnicima je išao na ruku, jer se u Versaillesu rasprava vodila se oko toga što će biti s Rijekom i koliki će dio obećanog Londonskim ugovorom zaista pripasti Italiji. Povlačenje talijanske delegacije s pregovora u travnju 1919. pokazalo je kako zbog snažnog protivljenja američkog predsjednika Wilsona neće biti moguće potvrditi Londonski ugovor “plus Rijeka”, čime su u pitanje bile dovedene nade o stvaranju Velike Italije. Talijanske planove ozbiljno je ugrozilo i utemeljenje jugoslavenske državne zajednice, koja se pružala na teritoriju što su ga svojatali i talijanski ekspanzionisti. Stoga je prevrat bio zapravo jedina mogućnost da se talijanski teritorijalni snovi koliko-toliko ostvare.
D’Annunzio se potpuno uklopio u velike prevratničke planove stvarane na Apeninima. Dvojilo se jedino o tome koji od istočnojadranskih gradova prvi treba osvojiti. Premda je odabrana Rijeka, mnogi su u Italiji mislili kako je Split daleko poželjniji cilj jer bi njegovo zauzimanje prisililo vladu da se suoči s problemom Londonskog ugovora i jednim udarcem razriješi pitanje daljnje sudbine Dalmacije.
Tijekom ljeta i jeseni 1919. godine Host-Venturi i drugi riječki vođe, među kojima je bio i Edoardo Susmel, kasniji kroničar riječkog “pothvata”, stupaju u kontakt s nekoliko arditskih jedinica, među kojima su najistaknutije bile one pod zapovjedništvom Feruccia Vecchija i kapetana Francesca Argentina. Ove će snage dočekati D’Annunzija pred Rijekom. Sve to pokazuje kako pohod na Rijeku nije bio spontana akcija ili običan teatar, kako se uvriježeno želi prikazati “avantura” koja je nerijetko u našoj historiografiji prikazivana s podsmjehom i omalovažavanjem. Međutim, ozbiljnost s kojom je akcija pripremana i podržavana te njezine ozbiljne i dugoročne posljedice ukazuju kako nije bila riječ o tek spontanoj zavjeri koju je predvodio luđak sklon teatralnim ispadima.
Značajnu ulogu u riječkom prevratu imao je, među ostalima, Giovanni Giurati (1876. – 1970.), koji će biti i šef D’Annunzijeva kabineta u Rijeci. On je dobio prešutnu potporu vrha talijanske vojske da se armija neće miješati u prevratničke planove tako da ih onemogući. Bez potpore zapovjednika vojske generala Badoglia, naime, pohod na Rijeku, u kojoj su bile prisutne i brojne međunarodne vojne snage, ne bi uspio.
Urotnici nisu slučajno izabrali Gabrijela D’Annunzija za vođu. On je zbog svojeg književnog ugleda, ali još više zbog svoje osobnosti i ratnih poduhvata, koji su često graničili s ludošću, bio idealna figura na čelu prevrata.
Zbog međunarodnog pritiska, Rijeku je 27. kolovoza 1919. morala napustiti Prva regimenta sardinijskih grenadira. Ta vojna jedinica, premještena u Ronchi kod Trsta, postala je nukleus trupa koje su dva tjedna kasnije pod D’Annunzijevom komandom umarširale u Rijeku.
Gradić Ronchi pokraj Trsta bio je polazište urotnika, legionara, koji su pjesnika i pustolova proglasili svojim zapovjednikom. On je, kažu, bolestan, ali i u groznici političkih strasti, napustio svoju mletačku palaču, stigao u Ronchi, i u posuđenom kabrioletu, odjeven u uniformu, krenuo prema Rijeci. Pod vodstvom Gabriela D’Annunzija, hodočasnika Italije, kako su ga nazivali, pokrenuta je u noći 12. rujna 1919. akcija koja će imati dugoročne posljedice ne samo za Rijeku nego i za ostale hrvatske krajeve, a odjeknut će i u svijetu. Dobro naoružana kolona, koja je bila sastavljena od kamiona, automobila, oklopnih vozila, tenkova te od približno dvije i pol tisuće grenadira, topnika, ardita i pješaka, bez poteškoća je ušetala u Rijeku.
Ohrabreni i oduševljeni dočekom mase Riječana, stigli su i do mosta na Rječini odakle su prijetili Hrvatima s druge strane obale podijeljenoga grada. Odjeven u uniformu pukovnika i okićen odlikovanjima, zapovjednik paravojske Gabriele d’Annunzio je u predvečerje 12. rujna ušao u Guvernerovu palaču odakle je, s balkona, okupljenom mnoštvu obznanio kako je Rijeka pripojena Italiji. 
Talijanska uprava trajat će ovdje sve do 3. svibnja 1945. godine kada su se dva grada - Sušak i Rijeka - stopila u jedinstvenu gradsku cjelinu.